# Obroatis
Obroatis is een geslacht van vlinders van de familie spinneruilen (Erebidae), uit de onderfamilie Calpinae.

## Soorten
- O. columba Butler, 1879
- O. curvilineata Dognin, 1912
- O. chloropis Hampson, 1926
- O. distincta Butler, 1879
- O. ellops Guenée, 1852
- O. gatena Schaus, 1912
- O. humeralis Walker, 1858
- O. licentiata Dognin, 1914
- O. negata Walker, 1858
- O. nigriscripta Dognin, 1912
- O. ocellata Butler, 1879
- O. reniplaga Schaus, 1912
- O. rhodocraspis Hampson, 1924
- O. rivularis Butler, 1879
- O. rufa Schaus, 1904
- O. signata Butler, 1879
- O. vinea Schaus, 1911